# Should Sailors Marry?
Should Sailors Marry? (letteralmente: "I marinai devono sposarsi?") è un film del 1925 diretto da Jess Robbins, prodotto da Hal Roach e distribuito dalla Pathé.
I protagonisti della pellicola sono Clyde Cook, nel ruolo dello sfortunato marinaio protagonista, Noah Young, l'ex marito della moglie di Clyde, e Oliver Hardy, un dottore che deve fare al protagonista un'improbabile diagnosi.

## Trama
Una donna (Holderness), stanca del suo marito (pugile), mette un annuncio sul giornale il quale dichiara che è in cerca di marito.
Subito un giovane marinaio (Cook) risponde all'annuncio, ma la donna si rivela gelosa, appiccicosa e lo ricatta con la complicità del suo ex-marito.

## Curiosità
Il soggetto della comica fu ripreso qualche anno dopo per il film Come mi pento (1927) con Stan Laurel e Oliver Hardy (Stanlio e Ollio).